# Charles Nganfouomo
Charles Nganfouomo est un homme politique congolais né en juin 1960. Il est ministre délégué auprès du ministre de l'Intérieur, de la Décentralisation et du Développement local, chargé de la décentralisation et du développement local depuis 2016,, ainsi que député de la circonscription d'Etoumbi depuis 2017.
Il fut auparavant préfet, inspecteur général de l'administration du territoire au ministère de l’Intérieur et de la Décentralisation. 

## Biographie
Charles Nganfouomo est diplômé de l'École nationale de l'administration et de la magistrature (ENAM) de l'Université Marien-Ngouabi de Brazzaville. Il est marié et père de sept enfants. 

## Carrière[1]
Nommé chef de service à la préfecture de la région de la Cuvette à Owando. En 1989, il est nommé secrétaire général de la région du Niari sous le préfet Paul Mbot. En septembre 1991, il accède aux fonctions de sous-préfet du district de Mossaka. En 1995, il revient à Owando en qualité de secrétaire général de la région de la Cuvette, sous l'autorité du préfet Ebaka. À l'issue de la guerre civile de 1997, il est rappelé à Brazzaville en 1998 pour servir en qualité d'inspecteur divisionnaire de l'administration territoriale. En janvier 1999 il est nommé directeur de cabinet du ministre de la santé, la solidarité et l'action humanitaire. En 2003 il entre dans l'administration parlementaire en qualité de directeur de cabinet du président de la commission des affaires étrangères et de la coopération à l'Assemblée nationale. En 2003, il est nommé directeur général des collectivités locales par intérim au ministère de l'administration du territoire et de la décentralisation. En 2006, il est confirmé dans ses fonctions et devient préfet, directeur général des collectivités locales.  Dans le même temps, il dirige la commission nationale des frontières.  En 2014, il est nommé préfet inspecteur général de l'administration du territoire. En 2017, il est élu député dès le premier tour dans la circonscription d'Etoumbi. 